# Дю Белле, Жоашен
 Жоаше́н дю Белле́ (фр. Joachim Du Bellay, французское произношение: [/ʒɔaʃɛ̃ dy bɛlɛ/]; ок. 1522, замок Тюрмельер вблизи Лире, Анжу — 1 января 1560, Париж) — французский поэт, член поэтической группы «Плеяда» и ближайший друг её руководителя Ронсара.

## Биография
Выходец из знатного дворянского рода. Рано потерял родителей, воспитывался старшим братом; занимался самообразованием. В 1542 отправился обучаться юриспруденции в университете Пуатье, где познакомился с Жаком Пелетье. Под влиянием встречи с Ронсаром (1547 год) перебрался в Париж, где учился в коллеже Кокре вместе с Ронсаром и Ж. А. де Баифом. Активно занимается поэзией; первое стихотворение (эпиграмма-дизен) опубликовано в сборнике сочинений Пелетье вместе с дебютной одой Ронсара (в 1547) . Первый авторский сборник «Олива» вышел в 1549. В начале 1550-х пережил тяжелый душевный кризис, связанный с болезнями и семейными невзгодами .
В апреле 1553 года получил место секретаря у своего дяди — кардинала Жана дю Белле, назначенного послом в Риме, и вместе с ним отправился в Италию; по дороге побывал в Лионе, где встретился с Морисом Сэвом и другими членами лионской поэтической школы . До августа 1557 года оставался в Риме. После возвращения опубликовал в 1558 году сразу несколько сборников. Осенью 1559 тяжело заболел, умер в 1560 году за рабочим столом от апоплексического удара. Похоронен в часовне Собора Парижской Богоматери. 

### Вопрос об идентификации останков
В апреле 2022 года, во время реставрационных работ, проводившихся в рамках ликвидации последствий пожара 2019 года, под полом в центральной части собора было найдено предполагаемое захоронение Дю Белле, совершённое в антропоморфном свинцовом гробу. Антропологическое исследование останков, проведённое специалистами из Тулузского университета Поля Сабатье, показало, что Дю Белле страдал туберкулёзом костей и менингитом, вероятно, вызвавшим глухоту; тазовые кости скелета были сильно деформированы, что подтверждает известия современников о любви поэта к верховой езде. Окончательное решение относительно идентификации останков должно принять Министерство культуры Франции.

## Творчество
Дю Белле много способствовал обогащению французского литературного языка и созданию таких новых жанров, как ода, элегия, эпопея. Ему принадлежит также первая по времени французская сатира против придворных поэтов «Придворный поэт».
Как поэт Дю Белле подражал Петрарке. Главные темы своего сборника «Олива» («L’Olive») он заимствовал у итальянских поэтов (Петрарка, Бембо, Ариосто и ряд второстепенных авторов, чьи стихи были включены в опубликованные в 1545 и 1548 годах издателем Джолито де Феррари антологии), на что обратили внимание уже его современники. В Италии им написаны  «Римские древности» и «Сожаления», особенно характерные для его интимной лирики. 
В составе «Римских древностей» выделяется цикл из пятнадцати сонетов «Сновидение» («Le Songe»), который отличается высоким уровнем эзотеричности и зашифрованности. Поэт впечатляюще воссоздаёт символический образ гибели Рима.
«У Дю Белле пятнадцать видений; все они окутаны тяжелой, беспросветно мрачной апокалиптической атмосферой грандиозной по своему значению общественной катастрофы и в аллегорической форме подразумевают уничтожение древнего мира, его гибель не только материальную и политическую, но и духовную»
.
Однако образ Рима-могилы для Дю Белле амбивалентен: хотя в политическом отношении он — труп, но как колыбель культуры он может рассматриваться как алхимический тигль, атанор, в коем происходит кристаллизация новой поэзии.
В 1552 году Дю Белле опубликовал перевод 4-й книги «Энеиды» (перевод 6-й был издан посмертно в 1560). После 1553 года Дю Белле, порвав с петраркизмом, переходит, по мнению А.Д. Михайлова, к «реалистической лирике» .

### «Защита и прославление французского языка»
В 1549 году написал трактат «Защита и прославление французского языка», который был впоследствии пополнен фрагментами из предисловия к сборнику «Олива». В этом трактате были развиты основные теоретические положения новой группы писателей. Хотя основные эстетические принципы этого направления и приписываются Ронсару, но Дю Белле считается главным полемистом «Плеяды», одним из реформаторов французского языка и поэзии. Во многом ему следовал его друг Жан Тайль.
В «Литературной энциклопедии» (1929—1939) трактат характеризуется следующим образом: 
«В полемической части „Défense“ он объявляет войну всей средневековой поэзии, нападая на слепых подражателей античным поэтам, злоупотребляющих латынью. Он высказывается за серьезное изучение образцов классической литературы и приближение французской поэзии к простоте народного творчества. Но эти тенденции к «народности» не получили развития вследствие придворно-аристократического характера творчества „Плеяды“.»
В трактате присутствуют книжные (главным образом итальянские) влияния (Дж. Вида, С. Сперони, П. Бембо). «Однако при всех текстологических совпадениях с вышеназванными авторами в „Защите“ ясно ощутимо прежде всего то, что Дю Белле намеревался включить свой манифест „в традицию“, то есть самим жанром своего „поэтического искусства“ помериться силами со своими предшественниками» . В трактате изложена новая концепция поэта и поэзии, связанная с идеей о высоком предназначении искусства. По-новому раскрывается здесь принцип подражания древним: Дю Белле побуждает каждого творца «составить себе понятие о собственных силах» и отдать предпочтение тому автору, «к кому, по его мнению, он сможет приблизиться на самое короткое расстояние — в противном случае его подражание было бы похоже на подражание обезьяны» .  
Произведения Дю Белле с латыни переводил Ноэль-Этиен Санадон.

## Комментарии
1. ↑  Встречается также написание Иоахим дю Белле.